# Scapozygoceropsis albertisi
Scapozygoceropsis albertisi là một loài bọ cánh cứng trong họ Cerambycidae.